# Slieve Beagh SPA
Slieve Beagh SPA este o arie protejată (arie de protecție specială avifaunistică — SPA) din Irlanda întinsă pe o suprafață de 3.455,35 ha, integral pe uscat.

## Localizare
Centrul sitului Slieve Beagh SPA este situat la coordonatele 54°19′37″N 7°07′51″W / 54.32702°N 7.130923°V.

## Înființare
Situl Slieve Beagh SPA a fost declarat arie de protecție specială avifaunistică în martie 2007 pentru a proteja 2 specii de animale.

## Biodiversitate
Situată în ecoregiunea atlantică, aria protejată nu include niciun habitat protejat.
La baza desemnării sitului se află mai multe specii protejate de  păsări (2): erete vânăt (Circus cyaneus), șoim de iarnă (Falco columbarius).
Pe lângă speciile protejate, pe teritoriul sitului au mai fost identificate 1 specie de păsări.